# Castillo de Sobradillo
El Castillo de Sobradillo es una fortaleza ubicada en el municipio de Sobradillo edificada a principios del siglo XV. 

## Ubicación geográfica
El castillo está localizado en el municipio de Sobradillo, dentro de la provincia de Salamanca al oeste de España, cerca del río Águeda, por el cual pasa la frontera entre Portugal y España.

## Historia
Hay poca información acerca de esta edificación, pero  a juzgar por los materiales y arquitectura, el Castillo de Sobradillo tiene fechada su construcción en el primer tercio del siglo XV. Elaborado en mampostería con sillares, tiene reforzadas sus esquinas y con garitas. Esto sugiere su función bélica. Es un recinto en forma de torre que está dividida en tres niveles, separados por madera, pudiéndose ver en el segundo piso lo que antaño fue una gran chimenea. Su condición es bastante similar al conjunto de recintos que conforman la frontera entre España y Portugal, es decir, su información es escasa y cuenta con unos pocos registros, su carácter tanto fronterizo como militar también influyen en esta escasez de información. Se sabe que fue mandada a construir sobre una torre vigía anterior que data del siglo XII por Alfonso de Ocampo con fines defensivos frente a Portugal. Su primer registro data de los tiempos de Enrique II de Castilla, la fortaleza le perteneció a su hermano, el Conde Sancho y a su mujer, Beatriz de Portugal. El castillo quedaría en posesión de esta familia hasta que, en 1508 pasaría a manos de Pedro Ocampo por la fuerza, quién para esa época era el señor de Sobradillo. En 1643 se describe al castillo como un castillo antiguo sin defensas, que dispone de una guarnición de 120 hombres. Ya para el siglo  XVIII pasa a manos del marquesado de Cardeñosa y es durante esta época que el castillo se ve desmejorado a consecuencia de los asedios portugueses. En 1851 el castillo, o mejor dicho sus restos, pasan a manos del Estado y deja de recibir mantenimiento por una gran período de tiempo, finalmente en 1985 cede su uso a la Junta de Castilla y León y empieza su proceso de restauración.

### Usos
Al igual que varias de las edificaciones situadas en la Raya, el Castillo de Sobradillo sirvió como defensa contra incursiones de los portugueses, contando además con una protección natural que era El río Águeda. Además de ser un recinto defensivo con fines bélicos, también fungía como un castillo señorial que disponía de la extensión necesaria para que allí viviesen tanto señores como soldados y criados.

### Actualidad
De La fortaleza sólo se conserva una atalaya y los vestigios de un palacio feudal, actualmente hay una plaza ubicada en lo que alguna vez fue el patio de armas. En los años de 1995 y 2000 el recinto fue adecentado y restaurado respectivamente. Ahora acoge la casa del Parque de las Arribes del Duero, se trata de una fundación que fomenta el uso  público del patrimonio natural, realizando visitas en el monumento y sus alrededores. El recinto es de libre acceso y se encuentra bajo la protección de la declaración genérica del decreto del 22 de abril de 1948 y la ley 16 de 1985 sobre el Patrimonio Histórico Español.